# Манфреди, Манфредо
Манфредо Манфреди (итал. Manfredo Manfredi; 16 апреля 1859, Пьяченца, Эмилия-Романья, — 13 октября 1927, Пьяченца) — итальянский архитектор.

## Биография
Манфредо Манфреди родился в Пьяченце 16 апреля 1859 года. В 1880 году он поступил в Школу изящных искусств в Риме, окончил архитектурный факультет и принял участие в ряде архитектурных конкурсов, включая конкурс на проект строительства памятника Виктору Эммануилу II на Капитолийском холме. В 1884 году он занял второе место в конкурсе, который выиграл его друг, архитектор Джузеппе Саккони, у которого он недолгое время проходил ученичество.
Когда победивший архитектор Джузеппе Саккони умер в 1905 году, Манфреди, Гаэтано Кох и Пио Пьячентини были назначены для надзора за завершением памятника.
Среди его основных работ: гробница Виктора Эммануила II в римском Пантеоне, монументальный оссуарий (над захоронением останков) павших гарибальдийцев в битве при Вольтурно 1 октября 1860 года, в Санта-Мария-Капуа-Ветере, итальянские павильоны на Всемирных выставках в Чикаго в 1893 году, в Антверпене в 1894 году, в Париже в 1900 году и на Международной выставке охоты в Вене в 1910 году, маяк на холме Яникул, посвященный итальянцам, эмигрировавшим в Аргентину, монумент Сан-Паулу в честь независимости Бразилии.
Манфреди также руководил реставрационными работами, проведёнными в соборе Святого Марка в Вене (1903—1914) и перестройкой его колокольни в сотрудничестве с другими архитекторами (1902—1912). Он внёс значительный вклад в создание в Риме Высшей школы архитектуры (Scuola Superiore di Architettura) при Римском университете Сапиенца, которой он руководил с 1908 по 1920 год. Он также занимался политикой и был либеральным членом парламента с 1909 по 1919 год. Он был награждён несколькими премиями Школы изящных искусств и Академии Святого Луки.
Архитектор скончался в Пьяченце 13 октября 1927 года.

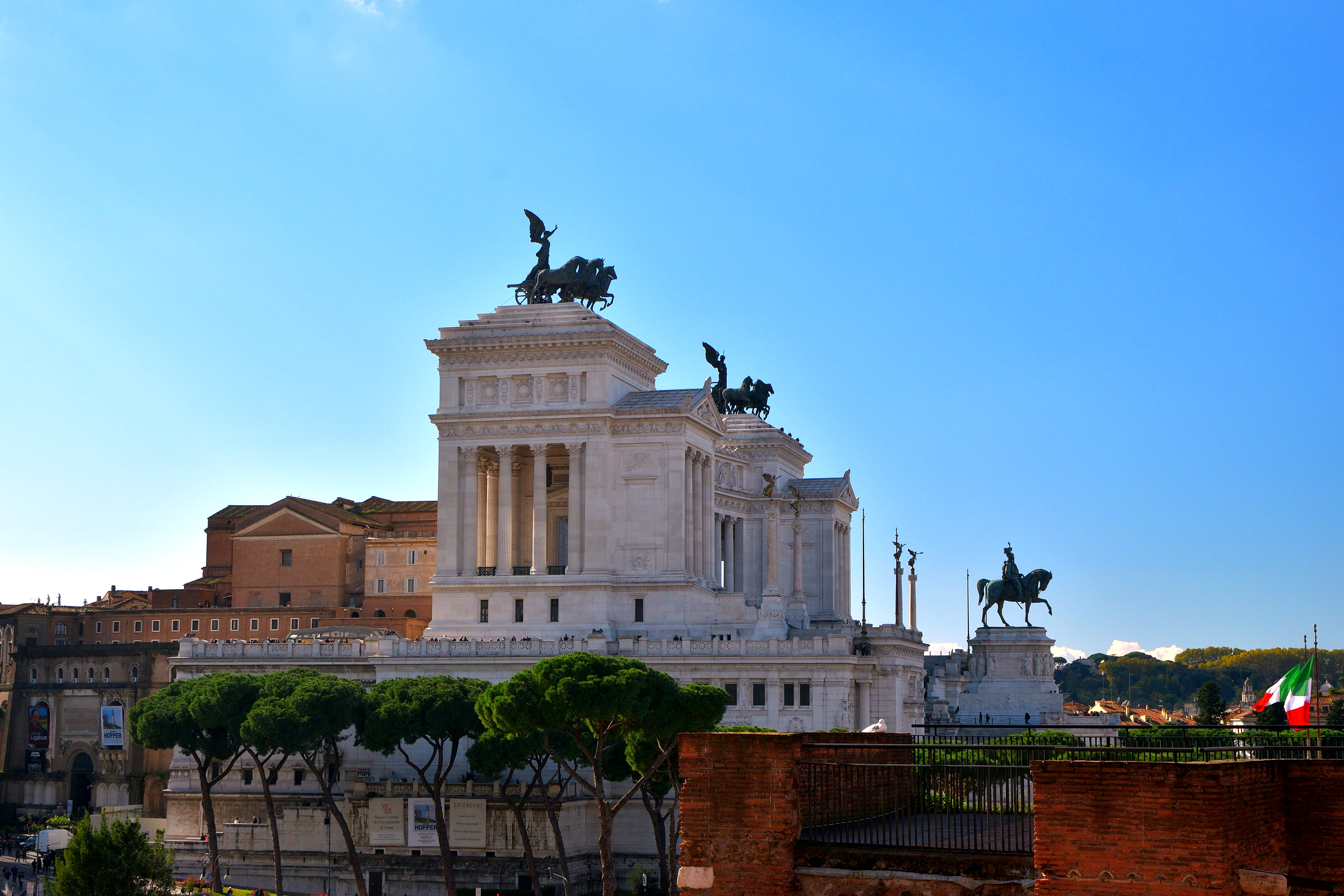
Памятник Виктору Эммануилу II в Риме
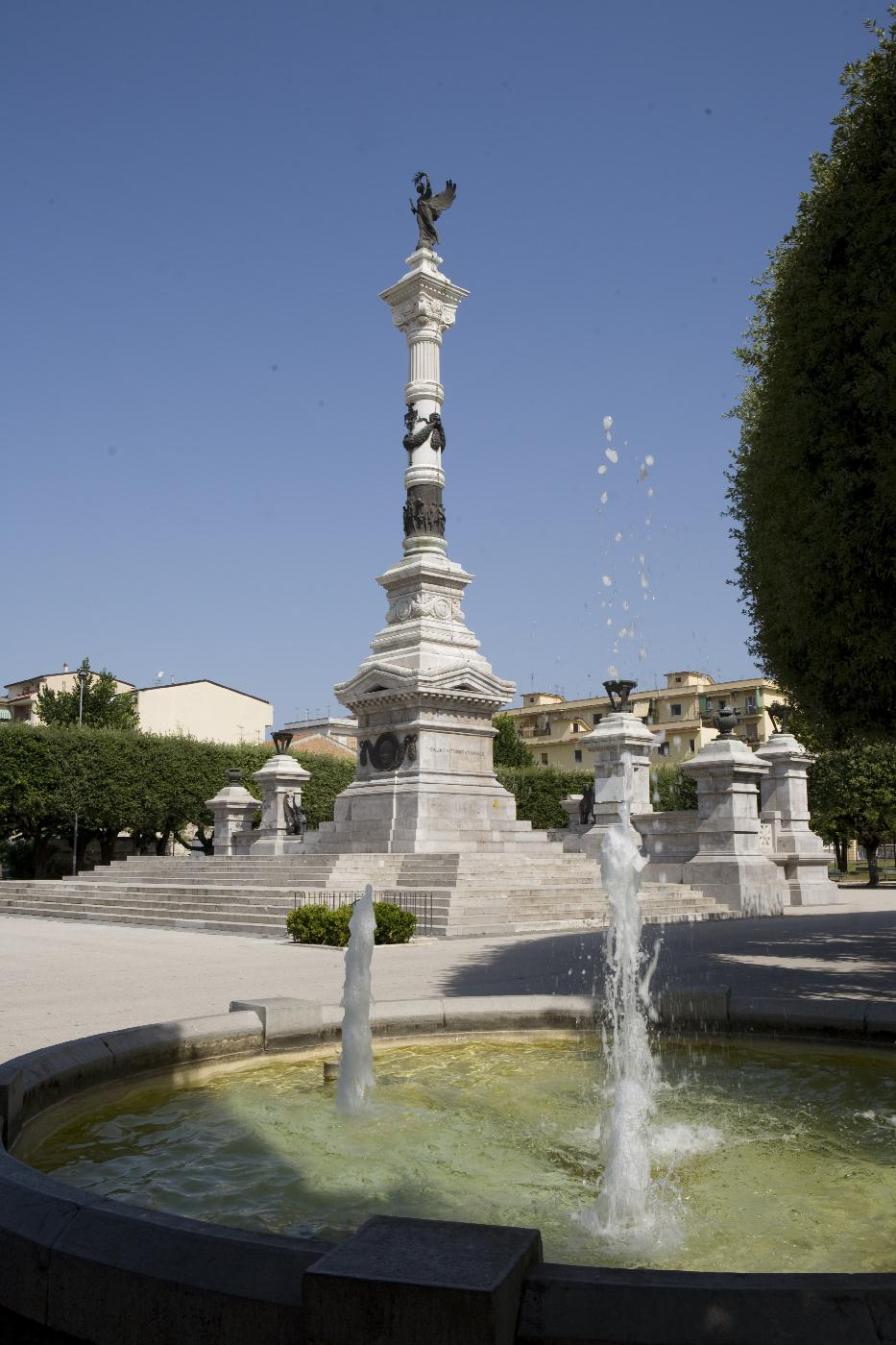
Монумент-Оссуарий павших Гарибальдийцев в битве 1 октября 1860 года. Санта-Мария-Капуа-Ветере, Казерта
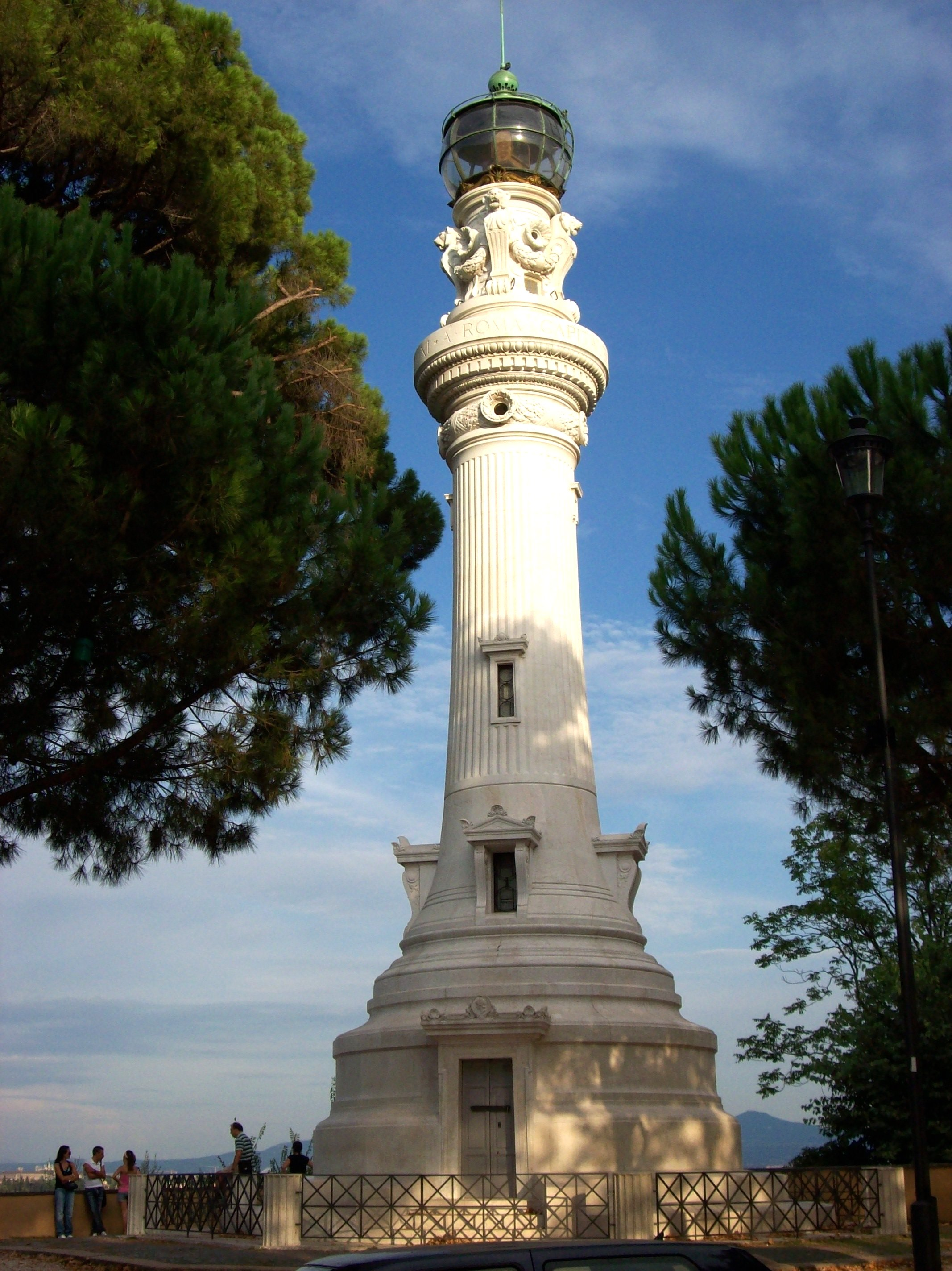
Маяк на Яникульском холме в Риме
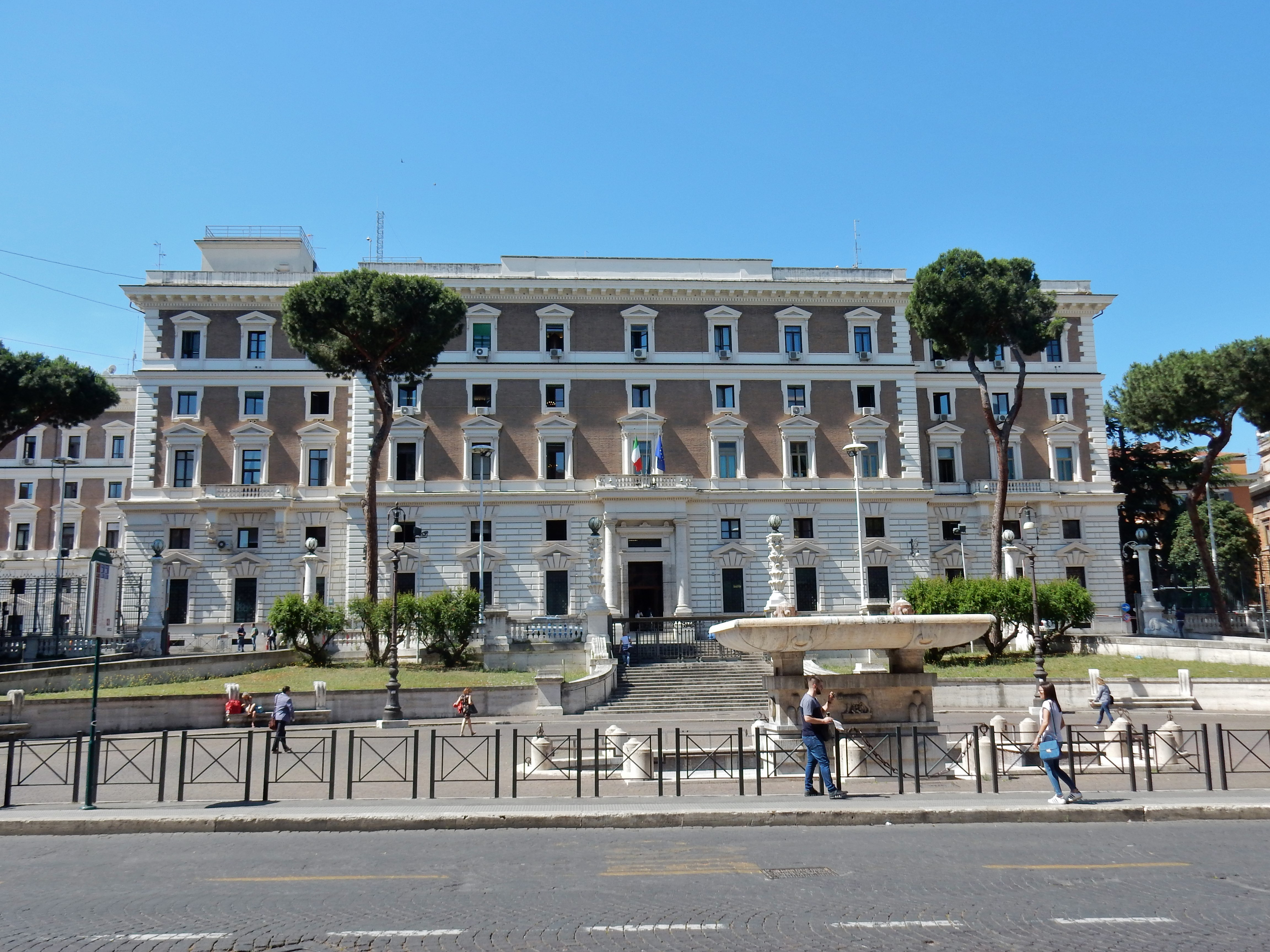
Виминальский дворец в Риме
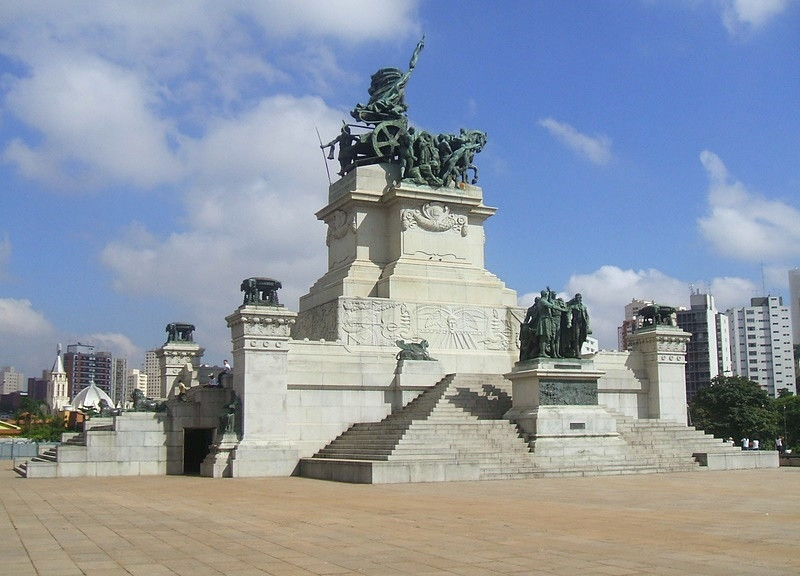
Монумент независимости. Сан-Паулу, Бразилия